# Gniewko, syn rybaka
Gniewko, syn rybaka – kostiumowy serial telewizyjny w reż. Bohdana Poręby, wyprodukowany w 1969 roku dla Telewizji Polskiej. Scenariusz był autorstwa Aliny Korty i  Tadeusza Nowaka. Wszystkie pięć odcinków było kręconych na czarno-białej taśmie filmowej. Serial był pierwowzorem innego, późniejszego polskiego serialu z 1977 roku – Znak orła, jak również książki, powstałej w oparciu o scenariusz, pt. Gniewko, syn rybaka (wyd. 1973), której autorką była Alina Korta.

## Fabuła
Akcja serialu rozgrywa się za panowania Władysława Łokietka. Początek filmu dzieje się w roku 1306 i ukazuje zajęcie Gdańska przez Brandenburczyków. Stanowiący ich wsparcie Krzyżacy dokonują rzezi mieszkańców tego miasta w 1308 roku. 
Głównym bohaterem serialu jest Gniewko – osierocony syn rybaka (jego rodzice zostali zabici w czasie napadu Branderburczyków na jego rodzinną wioskę), wzięty na wychowanie przez rycerza Sulisława z polskiej załogi Gdańska. W kolejnych odcinkach Gniewko dorasta, zostaje młodym szlachetnym rycerzem, który wiernie służy królowi i ojczyźnie.
Ostatnie sceny serialu ukazują zwycięstwo Polaków w bitwie z Zakonem Krzyżackim pod Płowcami w 1331 roku.

## Spis odcinków
1. Zdrada
2. Znak Orła
3. Spisek
4. Wyprawa w obronie ziemi
5. Ta wieś nazywa się Płowce

## Obsada
- Marek Perepeczko − Gniewko
- Kazimierz Wichniarz − Sulisław
- Stefan Śródka − Władysław Łokietek
- Ewa Żukowska − Agnieszka
- Czesław Wołłejko − Wincenty z Szamotuł
- Kazimierz Wilamowski − kasztelan Paweł, ojciec Agnieszki
- Janusz Ziejewski − Krzyżan
- Irena Horecka − Mądra
- Jerzy Kaczmarek − Janko
- Leon Pietraszkiewicz − Dadżbor
- Leonard Pietraszak − Reuss von Plauen
- Michał Pawlicki − Wielki Mistrz
- Ryszard Pietruski – Hanysz, agent krzyżacki
- Maciej Englert − Kazimierz Wielki
- Jan Ciecierski − Pachoł Sulisława
- Agnieszka Fitkau-Perepeczko − Łuczniczka
- Tadeusz Białoszczyński − Bogusza
- Irena Stelmachówna − Kobieta
- Lech Madaliński − Mściwoj
- Eugeniusz Robaczewski − Zbój
- Leon Łochowski − Krzyżak
- Miłosz Maszyński − Krzyżak
- Jarosław Skulski − Poseł krzyżacki
- Andrzej Antkowiak − Mistrz Henryk von Plotzke
- Michał Pluciński − Opat dominikanów
- Jolanta Bohdal − Chłopka Przemiła
- Cezary Kapliński − Pacholik
- Józef Duriasz − Krzyżak Rajmund
- Tadeusz Kosudarski − Krzyżak
- Bogusław Stokowski − Chłop
- Jacek Zbrożek − Zbilut
- Zygmunt Apostoł − Osełek
- Tadeusz Cygler − przywódca chłopów
- Edward Kowalczyk − stary rycerz w Łęczycy
- Edmund Karwański

## Zdjęcia
- Malbork, Seroczyn, wyspa Wolin (Jezioro Turkusowe, brzegi Zalewu Szczecińskiego, klif bałtycki w okolicach Międzyzdrojów).